# Combretum falcatum
Combretum falcatum är en tvåhjärtbladig växtart som först beskrevs av Friedrich Welwitsch och William Philip Hiern, och fick sitt nu gällande namn av C.C.H. Jongkind. Combretum falcatum ingår i släktet Combretum och familjen Combretaceae. Inga underarter finns listade i Catalogue of Life.